# Joannes Woverius
Joannes Woverius, geboren als Joannes van den Woovere/Wouwer/Wouwere en ook bekend als Joannes Woverius Antverpiensis (Antwerpen 1576 - aldaar 1635) was Antwerps schepen en raadgever van de Spaanse gezaghebbers. Daarnaast was hij een van de studenten die onder Justus Lipsius leerde. Joannes Woverius was een financiële raadgever, diplomaat en humanist.
Lipsius schreef op 52-jarige leeftijd zijn autobiografie in 1600 voor Woverius.

## Biografie
Woverius was getrouwd met Maria Clarisse.

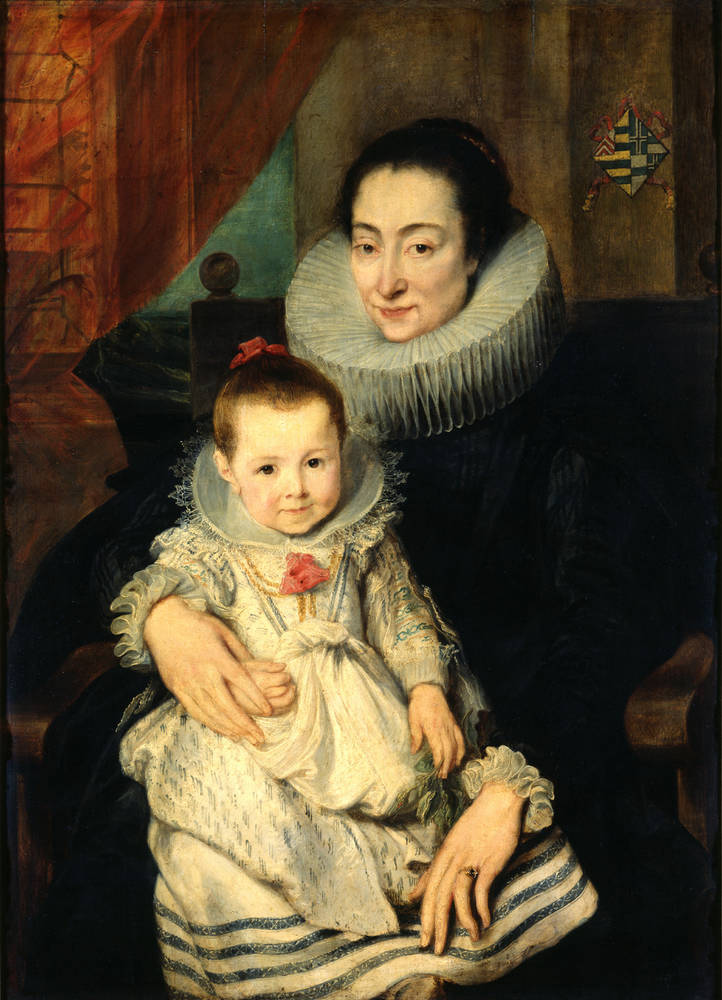
Woverius zijn vrouw Maria Clarisse en haar kind.

## Werken[4][5]
- I. Firmicus Materni (Julius). De errore profanarum religione Joan à Wouwer recensuit.
- II. Minucius (M.) Felix Octavius et Cypriani de idolorum vanitate Joan à Wouwer recensuit.
- Panegyricus, austriae, serenissimis Archiducibus Belgicae Clementissimis, piissimi
- Vita B. Simonis Valentini Sacerdotis.[6]
- De polymathia tractatio: Integri operis de studiis Veterum[7]
- Ioannis Woveri Antverpiensis Evcharisticvm clarissimo et incomparabili viro Ivsto Lipsio scriptvm[8]

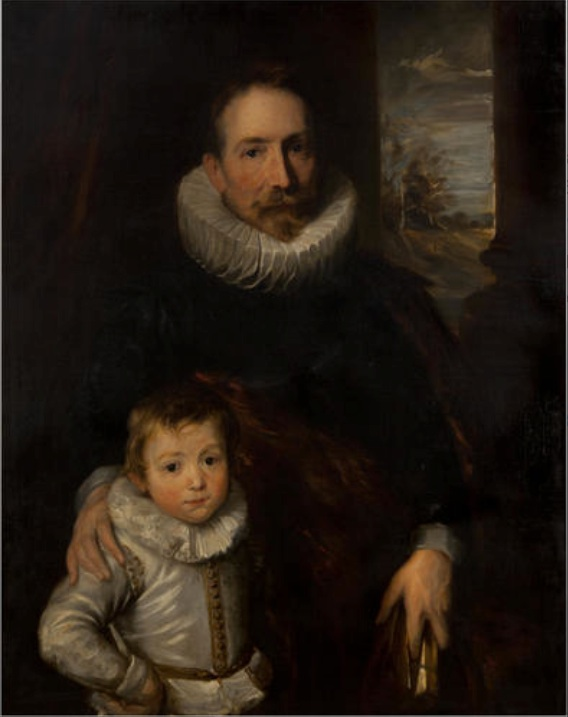
Joannes Woverius met zijn zoon.
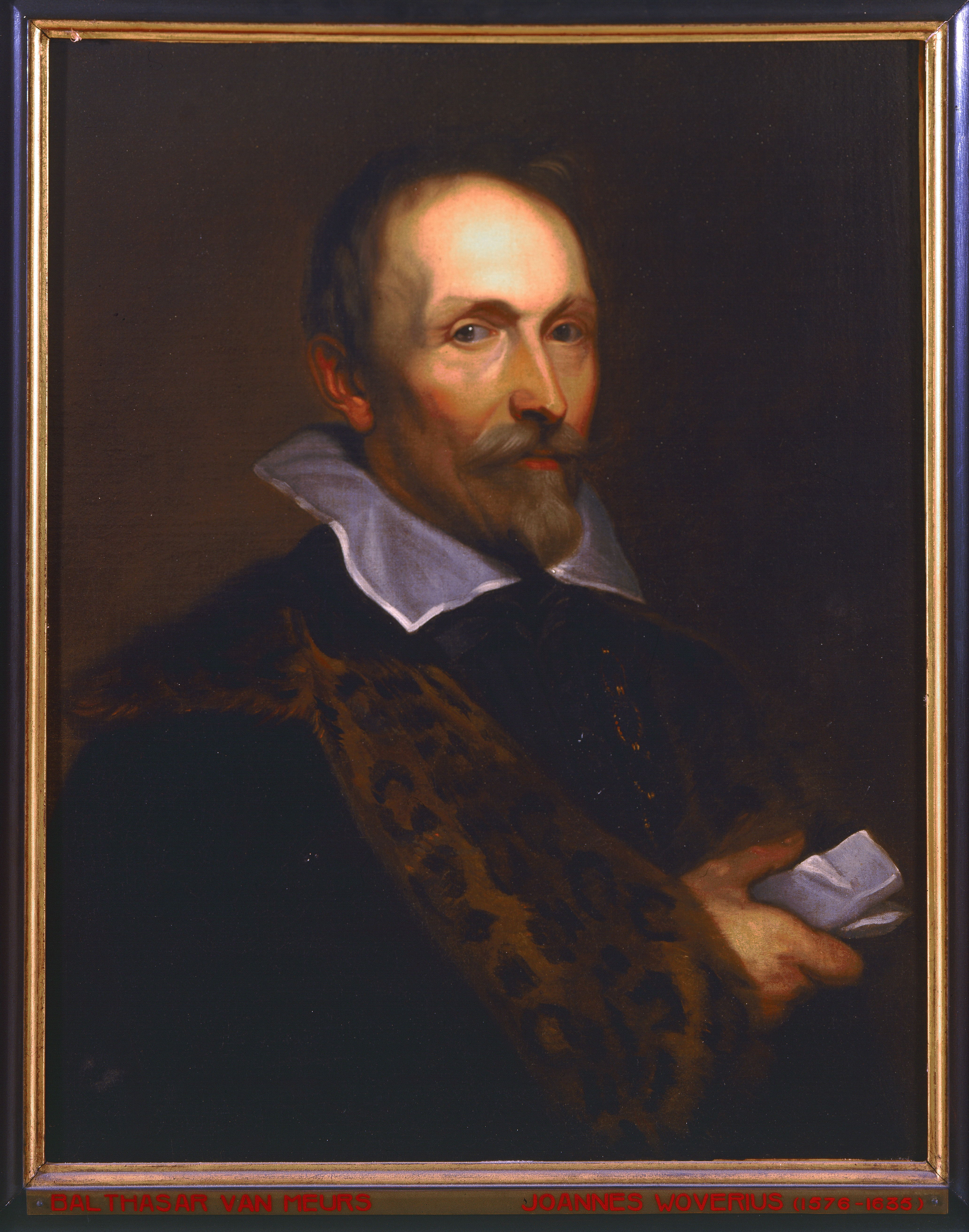
Portret van Joannes Woverius door Balthasar van Meurs. In het Museum Plantin-Moretus.
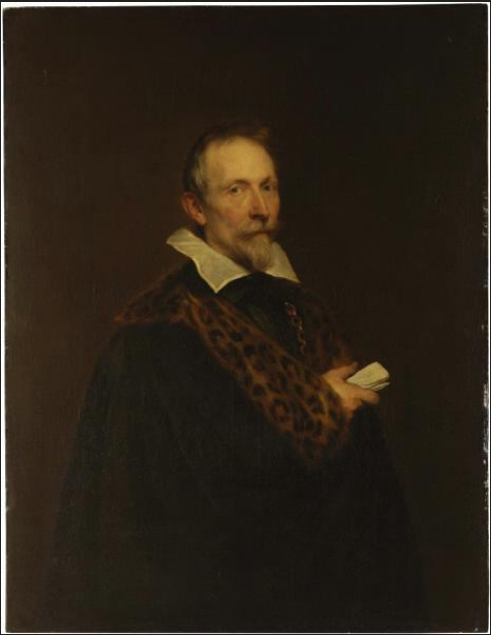
Portret van Joannes Woverius door van Dyck.
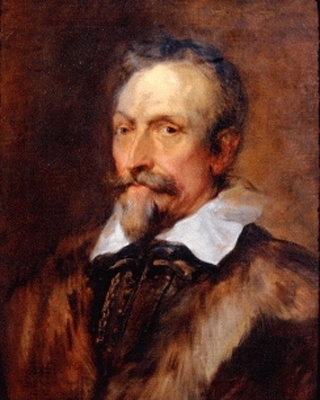
Portret van Jan Woverius door Thomas Gainsborough.
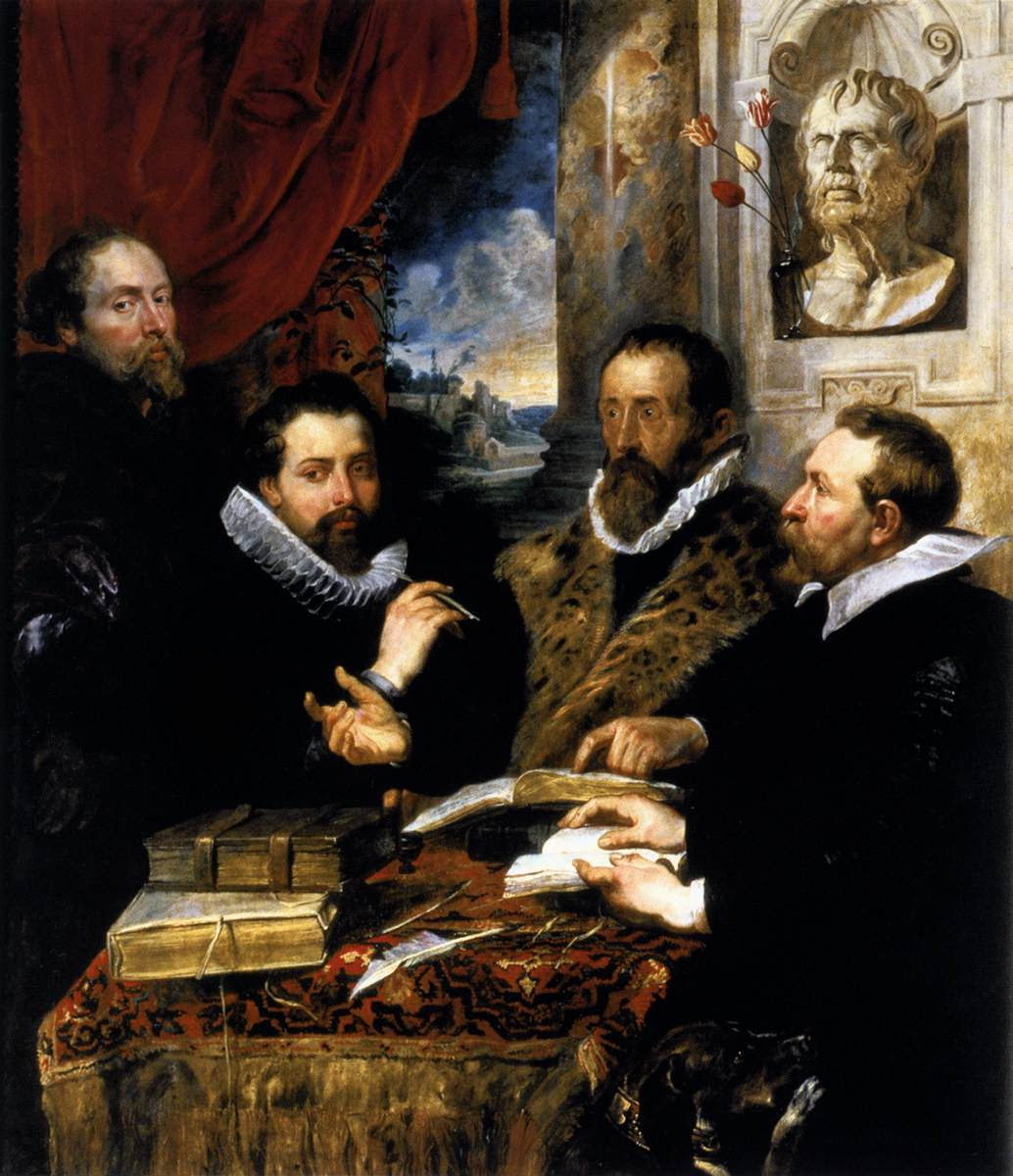
Joannes Woverius in het schilderij "De vier filosofen" door Rubens. (rechts Woverius)
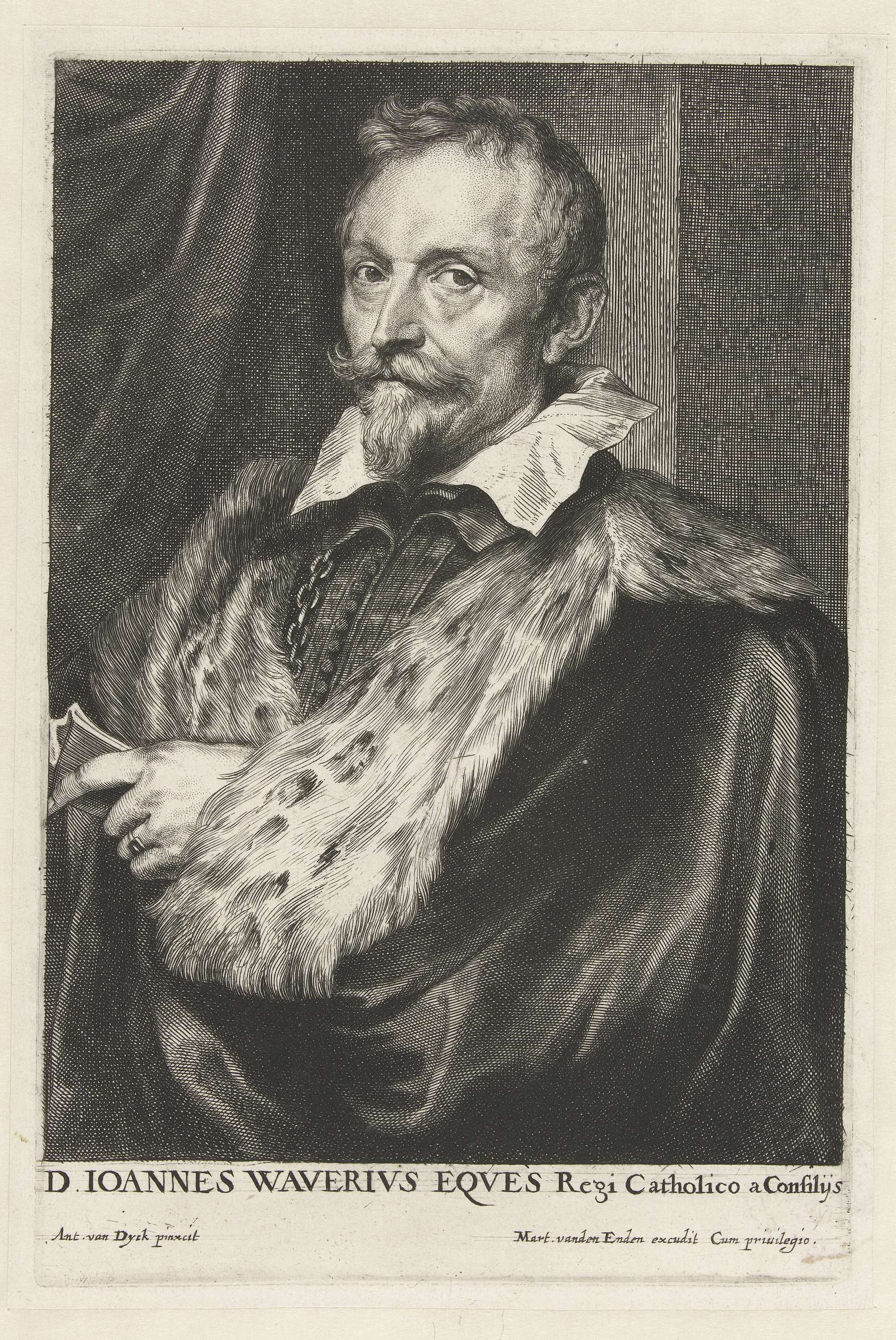
Portret van Woverius door Lucas Vorsterman.

- Gemeinsame Normdatei: 120530635
- International Standard Name Identifier: 0000 0001 1714 7672
- Nederlandse Thesaurus van Auteursnamen: 07017735X
- Système universitaire de documentation: 114900868
- Virtual International Authority File: 163701277
- WorldCat: E39PBJpyp8mPMHJW4yKPwmymVC